# Daniel W. Waugh
Daniel Webster Waugh, född 7 mars 1842 i Wells County i Indiana, död 14 mars 1921 i Tipton i Indiana, var en amerikansk republikansk politiker. Han var ledamot av USA:s representanthus 1891–1895.
Waugh tjänstgjorde i amerikanska inbördeskriget i nordstatsarmén, arbetade som lärare och jordbrukare, studerade juridik och var sedan verksam som advokat och domare. År 1891 efterträdde han Joseph B. Cheadle som kongressledamot och efterträddes 1895 av Frank Hanly. Waugh avled 1921 och gravsattes i Tipton i Indiana.